# Buitreraptor
Buitreraptor (voltor lladre) és un gènere representat per una única espècie de dinosaure teròpode dromeosàurid, que va viure en el Cretaci superior (fa aproximadament 90 milions d'anys, en el Turonià), en el que avui és Argentina.

## Descripció
El Buitreraptor va ser un petit predador emparentat amb altres dromaeosàurids de Gondwana com els Unenlagia, el Neuquenraptor (ambdós de Sud-amèrica) i el Rahonavis (de Madagascar). El 2010, Gregory S. Paul va estimar la longitud en 1,5 metres i 3 kg d pes. A partir d'això, els científics que el van descriure inicialment van concloure que aquest dinosaure no era un caçador d'animals relativament grans com alguns altres dromeosaures, sinó més aviat un caçador d'animals petits com llangardaixos i mamífers.
Les espècies de Buitreraptor tenen algunes característiques físiques diferents dels típics dromaeosaures del nord, com el Velociraptor. El Buitreraptor tenia un musell esvelt, pla i extremadament allargat, amb moltes dents petites que no tenen dentadura o vores tallants i estan acanalades, fortament recorbats i aplanats.
Posseïa un musell llarg i estret amb dents serrades, llargs membres anteriors i potes del darrere aptes per a la carrera que acabaven en una arpa retràctil. És molt probable, donada la seva ubicació fil·logenètica, que posseís plomes.
L'esquelet del Buitreraptor és el més complet dels dromeosàurid trobat en l'hemisferi sud i suggereix que els membres del nord i del sud van prendre camins evolutius distints, i que la família va haver d'originar-se durant el Juràssic, molt abans del que s'havia pensat inicialment.
Les extremitats anteriors del Buitreraptor eren llargues i acabaven amb unes mans de tres dits molt llargues i primes. Totes les parts conegudes de la mà de Buitreraptor són proporcionalment més llargues que en els dromaeosaurids Deinonychus i Velociraptor, excepte els ossos unguials que són proporcionalment més petits en Buitreraptor.
El cos en conjunt també era allargat, amb una caixa toràcica poc profunda. L'urpa de falç engrandida al segon dit del peu formava una fulla llarga encara que menys gran que en dromeosàurids com Velociraptor i Deinonychus. No s'han descobert fòssils amb ploma de Buitreraptor. Tanmateix, hi ha parents com Microraptor i Sinornithosaurus, dels quals es coneixen fòssils amb plomes conservades. Atès que els seus parents propers tenien plomes, és probable que Buitreraptor també estigués amb plomes. Segons Apesteguia, això és comparable a reconstruir un mico extingit amb pell perquè tots els micos moderns tenen pell.